# Victor Leydet (partigiano)
Victor Edmond André Leydet (Bar-sur-Seine, 13 febbraio 1910 – 11 settembre 1975) è stato un partigiano francese della Resistenza francese, prefetto a Tarbes.
Era nipote del deputato Victor Leydet e figlio del prefetto Edmond Francis Leydet. Laureato in lettere, compì il dottorato di ricerca in diritto con una tesi discussa nel 1938 presso l'Università di Parigi.
Nel 1939 fu arruolato come sergente nel 110º Reggimento Fanteria, quindi nel 55º Reggimento Fanteria Alpina. Fu prigioniero di guerra nel campo di Longvic nel 1940. Rilasciato, fu capo di gabinetto del prefetto di Digione, quindi prefetto a Tarbes e, in seguito, negli Alti Pirenei dal 1943. Fu sospeso dall'incarico nel 1945, sospettato dal Comitato di Liberazione di aver collaborato con le autorità tedesche, fu reintegrato dopo il non luogo a procedere. Fu direttore della società generale di sorveglianza nel 1946. Durante il periodo come prefetto a Tarbes fornì documenti agli ebrei per evitare la deportazione.
Il suo nominativo è inserito nella rete dei servizi segreti del servizio storico della difesa francese.